# Alomia
Alomia, maleni biljni rod iz porodice Compositae, dio podtribusa Alomiinae. Postoje četiri priznate vrste rasprostranjene po Meksiku

## Vrste
1. Alomia ageratoides Kunth
2. Alomia alata Hemsl.
3. Alomia callosa B.L.Rob.
4. Alomia stenolepis S.F.Blake